# Abderrahmane ben Abdelaziz Al Saoud
Titre
Vice-Ministre de la Défense et de l'Aviation Saoudienne
5 novembre 1978 – 5 novembre 2011
(33 ans)
Abderrahmane ben Abdelaziz Al Saoud (en arabe : عبد الرحمن بن عبد العزيز آل سعود, ʿAbd ar-Raḥman ibn ʿAbd l-ʿAzīz Āl Saʿūd), né en 1931 et mort le 13 juillet 2017, est un membre de la dynastie saoudienne, fils du roi Abdelaziz d'Arabie saoudite. Il a été vice-ministre de la Défense et de l'Aviation saoudienne. 

## Enfance et éducation
Abderrahmane est né en 1931 d'Ibn Saud et Hassa Al Sudairi, un des Sept  Soudayris,. Il a été le premier des fils d'Ibn Saud à étudier en Occident, a obtenu un baccalauréat ès arts de l' Université de Californie à Berkeley et est diplômé de la California Military Academy. 

## Carrière
Il a été conseiller pour les affaires de la famille royale au milieu des années 1970 et homme d'affaires. Abderrahmane a remplacé son frère, le prince Turki, en tant que vice-ministre de la défense et de l'aviation du royaume en 1978 lorsque Turki a démissionné. Il a occupé ce poste jusqu'au 5 novembre 2011. Au cours des années 80, alors qu'il était vice-ministre, Abderrahmane aurait fourni des services alimentaires au ministère avec sa propre entreprise. 
Pendant l’absence du prince Sultan du Royaume pour des soins médicaux, il a intensifié son activité au ministère. Abderrahmane était souvent décrit comme devenant plus irritable avec l'âge. 
Il a été relevé de ses fonctions de vice-ministre le 5 novembre 2011. Selon Al-Quds Al-Arabi, Abderrahmane a été limogé par le roi Abdallah lorsque, mécontent d'avoir été contourné en tant que prince héritier en faveur du prince Nayef, il a refusé de faire allégeance à Nayef,. 

## Succession
Le prince aurait été le seul fils d'Ibn Saoud à s'opposer à la formation de 2007 du Conseil d'allégeance, malgré le soutien de presque tous les fils du roi. La raison apparente de ses protestations était le fait qu'il était le suivant, après le prince héritier Sultan; le nouvel arrangement de succession est fondé sur le mérite plutôt que sur l'âge. Le prince Salmane, son frère cadet et l'arbitre dans les conflits familiaux, aurait rencontré Abderrahmane et lui aurait dit de « se taire et de reprendre le travail ». 

## Vie privée
Il était marié à Maha Al Ibrahim, sœur d'une épouse du roi Fahd, Al Jawhara Al Ibrahim. Il est le beau-père de Nayef bin Sultan bin Fawwaz al-Shaalan. 
Abderrahmane est décédé le 13 juillet 2017 à l'âge de 86 ans,. 